# Lavinová fotodioda
Lavinová fotodioda je velmi citlivý polovodičový fotodetektor. Při použití bývá předepnuta vysokým závěrným napětím řádu desítek až stovek voltů, často těsně pod průrazovým napětím, což umožňuje dosáhnout zisku okolo 100 až 1000. V tomto režimu jsou elektrony a díry excitované dopadem fotonů urychlovány silným vnitřním elektrickým polem a podobně jako ve fotonásobičích generují další nosiče, vzniká lavinový jev. 

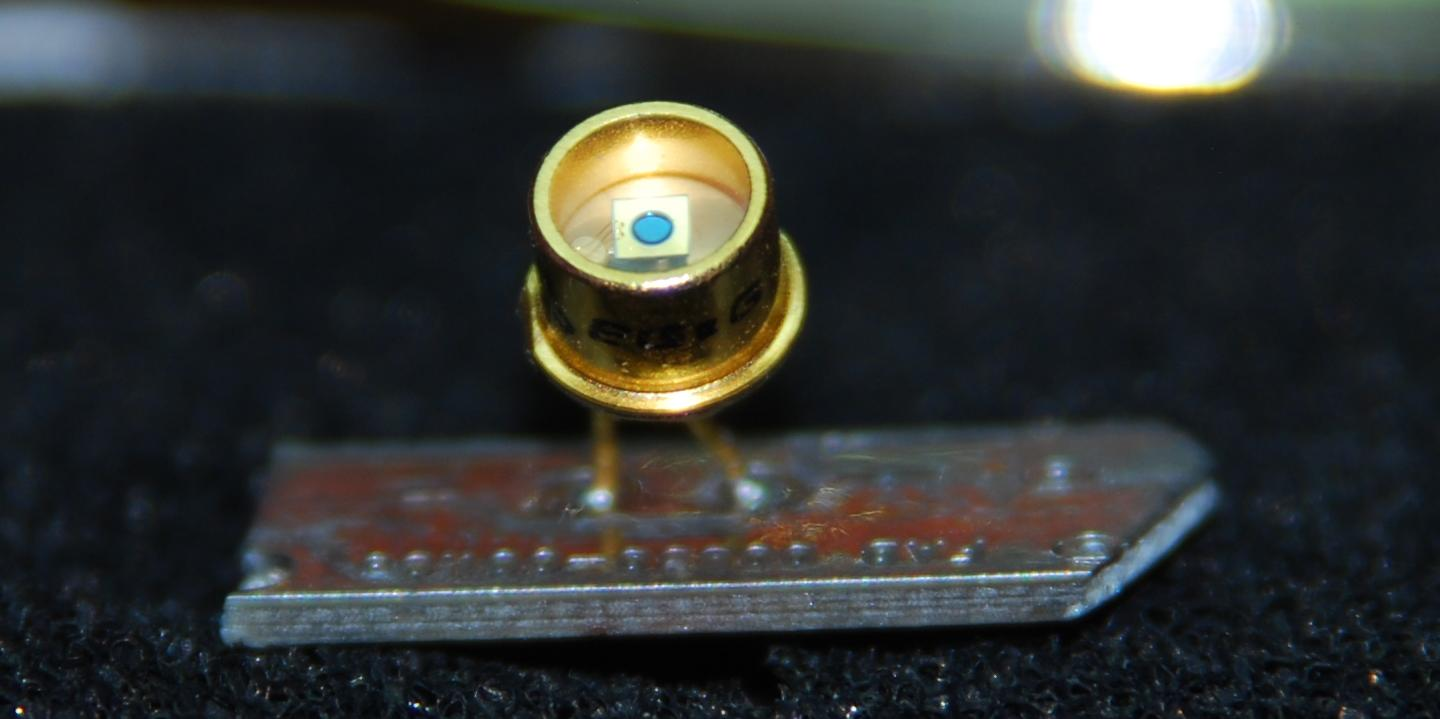
Lavinová fotodioda.

Používá se v aplikacích, kde je třeba velké citlivosti, například v optických komunikacích na dlouhé vzdálenosti, pro optické měření vzdáleností, či také v pozitronové emisní tomografii a fyzice částic.

## Struktura a funkce
Lavinová fotodioda sestává ze čtyř vrstev: N+, P, čistého polovodiče a P+. Okolo vrstev N+ a P, mezi nimiž vzniká lavinový jev, se nachází ochranný prstenec z polovodiče typu N, který zvyšuje odolnost diody proti povrchovému napěťovému průrazu. Viz obrázek např. [3].
Dopadající světlo způsobí vznik páru elektron-díra, který je silným elektrickým polem transportován do "lavinové oblasti", zde je urychlen na takovou rychlost, že kolize s krystalovou mřížkou způsobí vznik dalšího páru elektron-díra. Nový pár je rovněž urychlen silným elektrickým polem a postupně jakoby v řetězové reakci vznikají další a další nové páry elektron-díra, čímž dochází k lavinovému efektu. Takto může jediný foton vyvolat ionizaci krystalové mřížky vedoucí k lavinovému jevu (jednofotonová lavinová dioda).

## Materiály
- Křemík – používá se pro vlnové délky ~190–1100 nm, pokrývá tedy oblast viditelného světla. Vynikají oproti ostatním materiálům nízkým šumem. Typické hodnoty: ionizační poměr k ~0,002–0,6, zisk M ~100–500.

- Germanium – použití v infračervené oblasti ~800–1700 nm, mají vysokou hodnotu šumu. Typické hodnoty: k ~0,9; M ~10.

- IndiumGaliumArsenid – použití pro vlnové délky ~900–2200 nm, mají nižší šum než germaniové. Typické hodnoty: k ~0,45; M ~10.

- GaliumNitrid – použití pro ultrafialové vlnové délky.

- HgCdTe (MCT – Mercury-Cadmium-Tellur) – použití pro vlnové délky ~3–14 µm, nutné chlazení (nejčastěji kapalným dusíkem) kvůli snížení "temného proudu".

## Parametry
- Materiál – určuje pro jaké aplikace je dioda vhodná, zejména v závislosti na vlnové délce dopadajícího světla viz výše.

- Velikost diody – určuje velikost oblasti, na kterou světlo působí. Obecně platí čím je dioda větší, tím je dražší, takže se často vyplatí použití malé diody společně s optickou soustavou, která světlo z větší oblasti zaostří na menší oblast fotodiody.

- Šířka pásma – je důležité zvolit správně šířku potřebného pásma, odpovídající příslušné aplikaci; je-li zvoleno zbytečně široké pásmo, zhoršuje se poměr signál-šum.

- "Temný" proud (dark current) je proud, který prochází fotodiodou, na niž nedopadá žádné světlo. Roste s předepínajícím napětím a ziskem diody.

- Zisk – obecně roste s předepínajícím napětím, ovšem po překročení určité hranice, dochází k nežádoucímu jevu, kdy fotoproud není úměrný dopadajícímu světlu. Zisk je také závislý na teplotě. S rostoucí teplotou klesá, neboť krystalová mřížka kmitá silněji a dochází ke kolizi elektronů s mřížkou dříve, než dosáhnou rychlosti nutné k ionizaci mřížky.

## Výhody a nevýhody
Hlavní výhodou lavinových fotodiod je velmi velká citlivost, nevýhodou je potom nutnost použití vysokého napětí (v některých případech přesahujícího 1500 V), také vytváří více šumu než běžná fotodioda a výstup vlivem lavinového jevu není lineární.

## Geigerův režim
Geigerova režimu se využívá pokud je třeba extrémně vysokých zisků ~105–106. V tomto režimu se používá napětí těsně nad hranicí průrazového napětí, kde jediný pár elektron-díra způsobí silnou lavinu. Jakmile toto nastane je třeba vnější elektronikou snížit napětí pod průrazové napětí diody, aby se dostala do původního stavu, ve kterém je schopna detekovat další fotony. Tento režim se používá pro čítání jednotlivých fotonů.